# 都市計画道路北守谷板戸井線

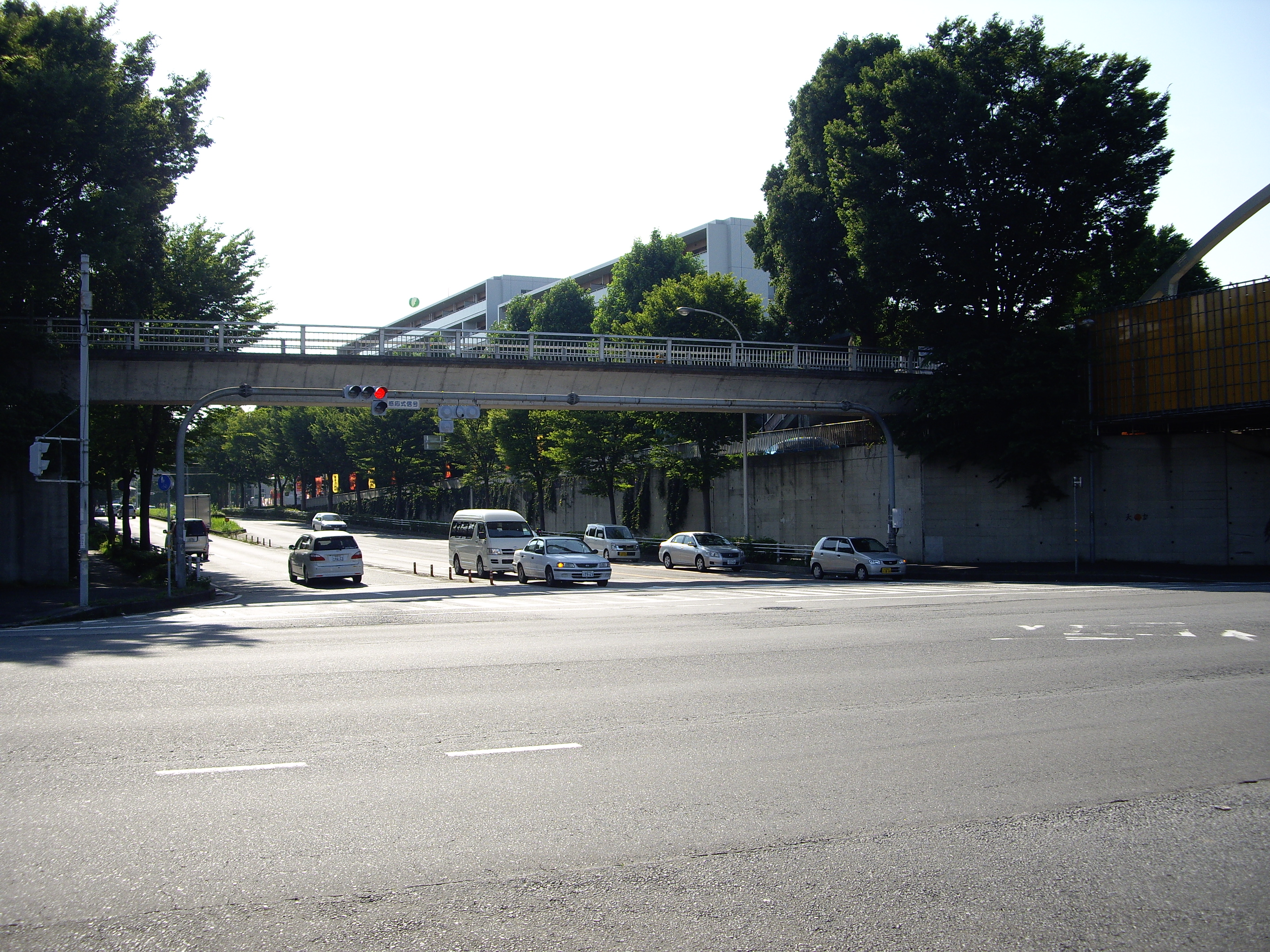
新守谷駅前交差点（起点）

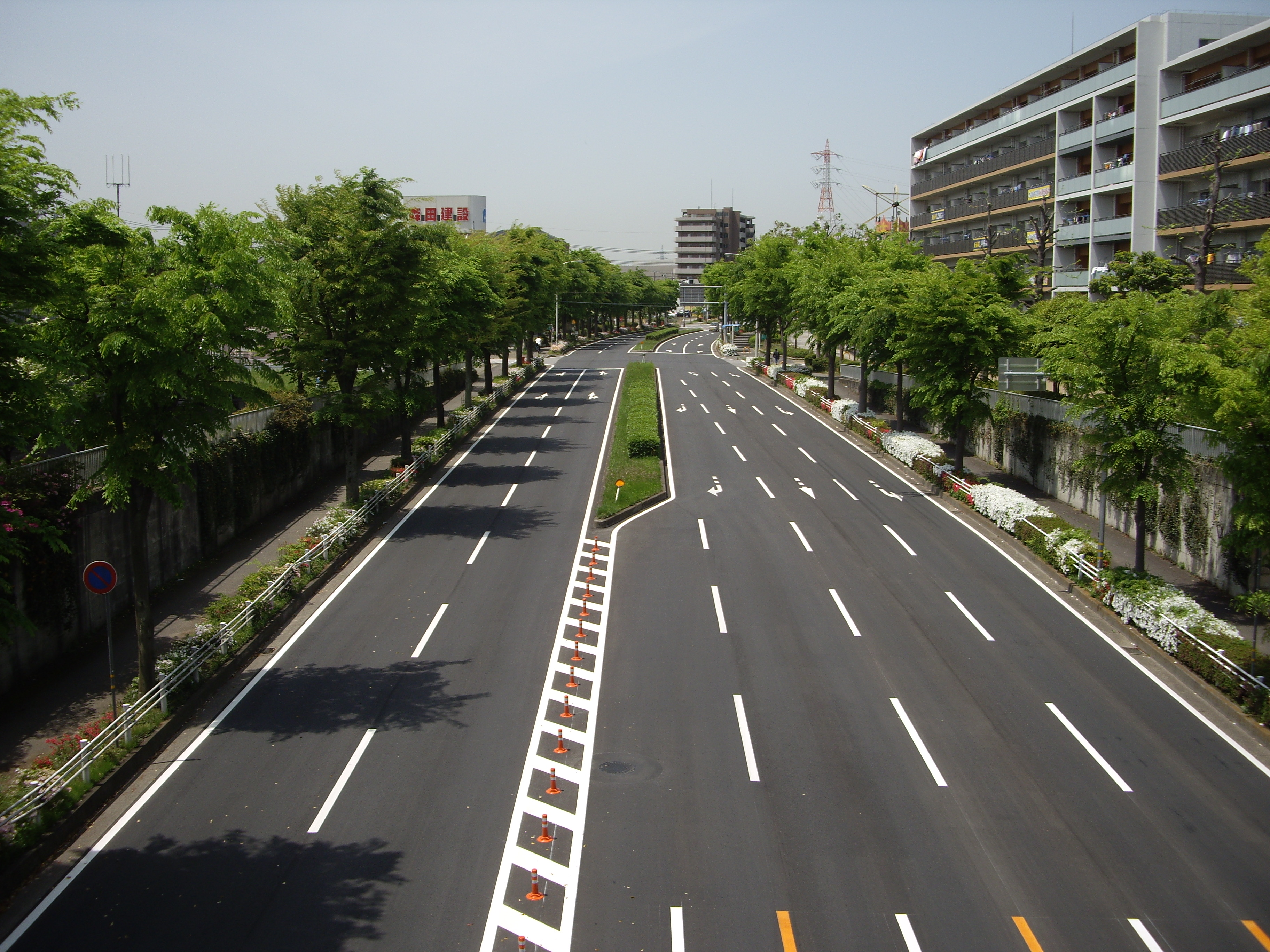
御所ケ丘二・三丁目

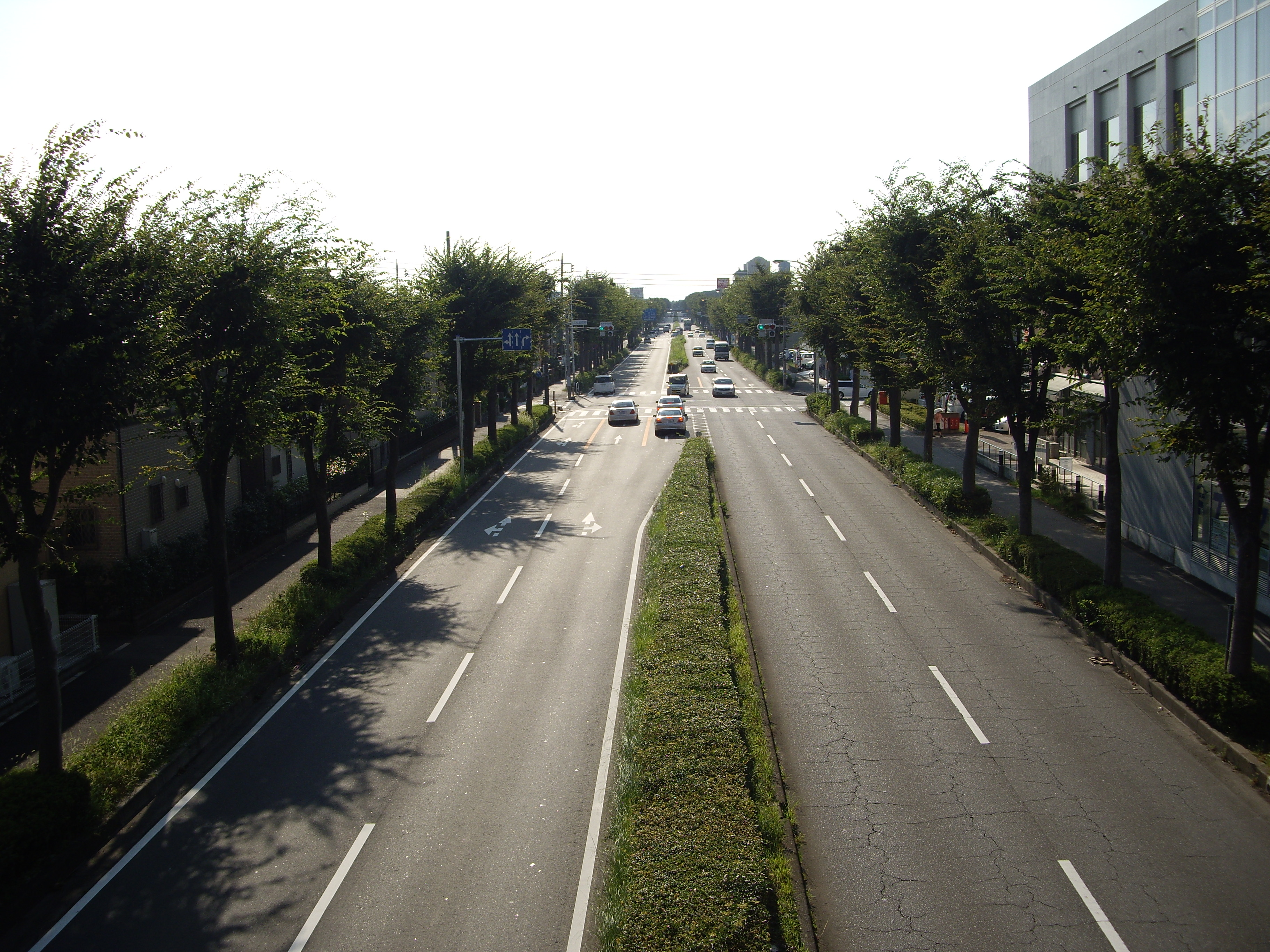
御所ケ丘五丁目・久保ケ丘二丁目

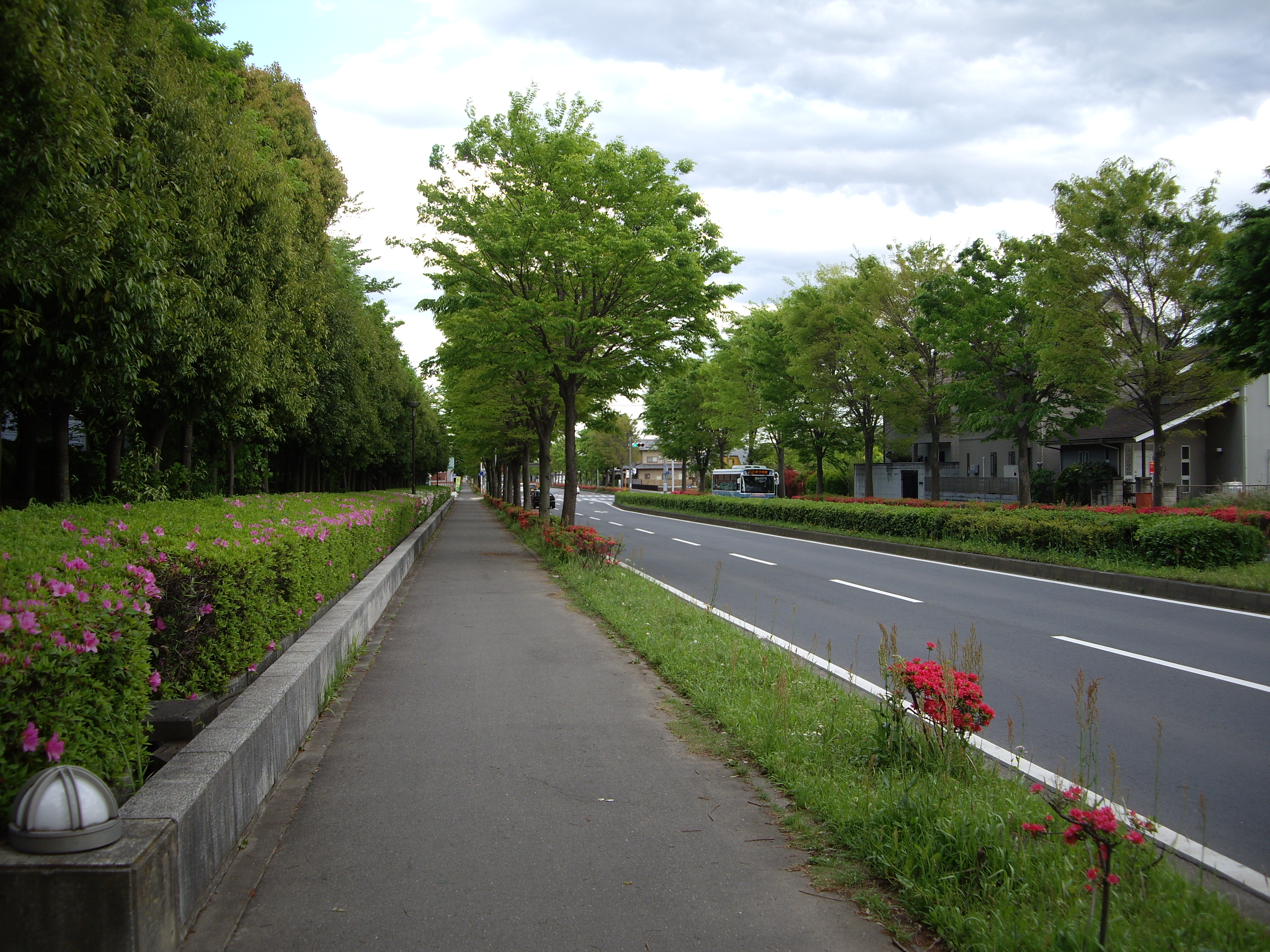
松前台五丁目

都市計画道路北守谷板戸井線（としけいかくどうろきたもりやいたといせん）は、常総ニュータウン北守谷地区の主要道路である。通称｢新守谷駅前通り｣（｢けやき通り｣）

## 概要
守谷市北部、常総ニュータウン北守谷地区の中央を東西へ横断する通りである。沿道はニュータウン内の商業地や住宅地となっており、全線がけやき並木の続く四車線の通りとなっている。新守谷駅前交差点より真っ直ぐ伸びた通りであり、通称｢新守谷駅前通り｣及び｢けやき通り｣と呼ばれる。
- 起点：守谷市御所ケ丘三丁目・新守谷駅前交差点（国道294号交点）
- 終点：守谷市板戸井・板戸井T字路交差点（県道58号取手豊岡線交点）
- 延長：2,730m

## 通過する自治体
- 守谷市

## 途中交差点
| 交差点名               | 所在地         | 備考                    |
| ---------------------- | -------------- | ----------------------- |
| 新守谷駅前交差点       | 御所ケ丘一丁目 | 接続:国道294号          |
| 御所ケ丘交差点         | 御所ケ丘三丁目 |                         |
| 立沢公園入口交差点     | 久保ケ丘一丁目 | 守谷市文化会館前        |
| 文化会館前交差点       | 久保ケ丘一丁目 |                         |
| 市民交流プラザ前交差点 | 久保ケ丘二丁目 | 接続:常総ふれあい道路   |
| 大山公園入口交差点     | 松前台一丁目   | 大山公園入口            |
| 市営住宅入口交差点     | 松前台一丁目   |                         |
| 守谷高校入口交差点     | 板戸井         |                         |
| 板戸井T字路交差点      | 板戸井         | 接続:県道58号取手豊岡線 |

## 沿線の主な施設
- 新守谷駅
- 久保ケ丘交番
- 守谷市文化会館
- 北守谷遊歩道
- 守谷市市民交流プラザ
- 総合守谷第一病院
- 県立守谷高等学校
- もりや学びの里（アーカススタジオ）